# تامی شوچاک-درایدن
تامی شوچاک-درایدن (انگلیسی: Tammy Shewchuk-Dryden؛ زادهٔ ۳۱ دسامبر ۱۹۷۷) بازیکن هاکی روی یخ اهل کانادا است.